# Xanthoparmelia malawiensis
Xanthoparmelia malawiensis är en lavart som beskrevs av Elix. Xanthoparmelia malawiensis ingår i släktet Xanthoparmelia och familjen Parmeliaceae.   Inga underarter finns listade i Catalogue of Life.